# 維索奇涅
51°52′6″N 24°29′44″E / 51.86833°N 24.49556°E
維索奇涅（烏克蘭語：Височне），是烏克蘭的村落，位於該國西部沃倫州，由科韋利區負責管轄，始建於1946年，面積1.31平方公里，海拔高度150米，2001年人口421，人口密度每平方公里321.62人。